# Al filo de la muerte (telenovela)
Al filo de la muerte fue una telenovela mexicana producida por Emilio Larrosa para la cadena Televisa. Fue transmitida por El Canal de las Estrellas entre el 17 de junio de 1991 y el 21 de febrero de 1992. Fue protagonizada por Humberto Zurita y Gabriela Rivero, y antagonizada por Antonio Escobar, Blanca Guerra y el primer actor Carlos Cámara.

## Argumento
Tracy López es una joven enfermera que vive en Los Ángeles junto a su novio, Sam Ross. Su relación goza de relativa tranquilidad, hasta que Tracy, por accidente, es testigo de un asesinato cometido por su novio. Asustada, acude al Departamento de Policía contando lo que vio. Posteriormente se entera de que Sam le ha mentido todo el tiempo ya que en realidad tiene conexiones criminales con la mafia. La policía introduce a Tracy al Programa de Protección de Testigos, en donde le dan una nueva identidad: de ahora en adelante su nombre será Mariela Foret. Siguiendo las indicaciones que le dan, ella huye del país hacia la Ciudad de México. Allí se emplea en un prestigioso hospital perteneciente al respetado cardiólogo Francisco Riquer, quien como persona, es duro y lleno de remordimientos, debido a que no pudo salvar de la muerte a su esposa y a su hijo, fallecidos en el terremoto de México de 1985. Pero como médico en cambio, es noble y compasivo.
Francisco y Tracy se conocerán y a pesar de los desencuentros iniciales que ambos tienen, terminarán enamorándose, pero Sam, furioso por haber sido traicionado por su novia, viajará hasta México dispuesto a no dejar que sea feliz con el doctor.

## Elenco
- Humberto Zurita - Dr. Francisco Riquer
- Gabriela Rivero - Tracy López / Mariela Foret
- Antonio Escobar - Sam Ross
- Blanca Guerra - Alina Estrada
- Manuel Ojeda - Julio Araujo
- Adriana Roel - Laura Robles
- Carlos Cámara - Luigi Valenti
- Alonso Echánove - Padre Juan
- Luz María Jerez - Iris Salgado
- Ana Patricia Rojo - Mónica Riquer
- Raúl Araiza - Marcial Duboa
- José Ángel García - Dr. Arturo Lozano
- Stephanie Salas - Pilar Orozco
- Germán Bernal - Ricardo Araujo
- Raquel Pankowsky - Adela
- Edgardo Gazcón - Dr. Raúl Soto
- Alejandra Morales - Patricia
- Miguel Priego - Jorge Palacios
- Antonio Miguel - Erasmo
- Guillermo Aguilar - Manuel Palacios
- Luisa Huertas - Liliana
- Mauricio Ferrari - Humberto Álvarez
- Antonio Ruiz - Rodrigo
- Beatriz Martínez - Eugenia
- Josefina Escobedo - Emilia
- Rebeca Manríquez - Sra. Gálvez
- Anabel Villegas - Rita
- Alberto Inzúa - Alfredo
- Miguel Suárez - Padre José Antonio
- Marcial Salinas - Sabino
- Melba Luna - Doña Paz
- Toño Infante - King
- Sergio Sendel
- Julio Monterde - Marcelino
- Maricarmen Vela - Karla
- Fernando Gálvez - Salvador
- José Luis Duval - Guillén
- Sussan Taunton - Lindsay
- Alfredo Gurrola - Tony
- Antonio Rangel - Rodman
- Ángeles Marín - Luz
- Rosa Elena Díaz - Elvira
- Gerardo Paz - Forman
- Mario del Río
- José Roberto Hill - Salgado
- Alfonso Ramírez
- Romina Castro
- Roberto Sen - Carlos
- Alicia Campos - Violeta
- Concepción Martínez
- Kokin - Matías
- Enrique Muñoz - Rufo
- Homero Wilmer - Pierre
- Eduardo Arizpe - Frank
- Laura Beyer - Alma
- Sara Guasch - Carolina
- Benjamín Islas - Rambo
- Jaime Lozano - El Bronco
- Guy de Saint Cyr - Capitán Walters
- Óscar Vallejo - Quique
- Ana Graham - Greta
- Rosita Bouchot - Prieta
- Raúl Alberto - Adrián
- Edith Kleiman - Martina
- Lourdes Canale - Roberta
- Tere Salinas - Doris
- Angélica Ynrrigarro - Susana
- Francisco Casasola - David
- Dobrina Cristeva - Christa
- Claudia Vega - Silvia
- Marcela Arguimbau - Lourdes

## Equipo de producción
- Historia original y adaptación: Fernanda Villeli, Marcia Yance
- Edición literaria: Verónica Suárez, Alejandro Pohlenz
- Tema musical: Al filo de la muerte
- Intérprete: Héctor Yaber
- Música original: Lorena Tassinari
- Escenografía: Isabel Cházaro, Miguel Ángel Medina
- Ambientación: Norma Brena
- Gerente de producción: Isabel Avendaño
- Director adjunto: José Ángel García
- Director de cámaras en Locación: Luis Monroy
- Director de cámaras: Gabriel Vázquez Bulman
- Director de escena: Alfredo Gurrola
- Productor: Emilio Larrosa

## Premios y nominaciones

### Premios TVyNovelas 1992
| Categoría               | Nominado(a)     | Resultado |
| ----------------------- | --------------- | --------- |
| Mejor actor protagónico | Humberto Zurita | Ganador   |